# X86
x86 ime je obitelj mikroprocesora koji rabe određnu arhitekturu naredbenog skupa, koji je prvotno bio razvijen za mikroprocesor Intel 8086 i Intel 8088 od strane tvrtke Intel. Inače, Intel nije jedina tvrtka koja je doprinijela razvoju x86 arhitekture jer tvrtke kao AMD i VIA Technologies su u mnogome doprinijele razvoju x86 arhitekture.

## Povijest
Pojam x86 u 1980-im i početkom 1990ih označavao je sve mikroprocesore koji su bili kompatibilini sa 16-bitnim Intel 8086. Pojam x86 danas se rabi za mikroprocesore koji su binarno sukladni s 32-bitnim naredbenim skupom koji se prvotno pojavio s mikroprocesorom Intel 80386 1985. godine. AMD je između 1999. i 2003. godine proširio naredbenu arhitekturu x86 s 32 na 64-bita, i ova proširna arhitektura dobila je naziv x86-64 dok u kasnijim dokumentima ovo je dobilo naziv AMD64. Ovu proširenu arhitekturu je usvojila i tvrtka Intel za svoje proizvode, i u svojoj tehničkoj dokumentaciji Intel je ovo prvo referiralo pod nazivom IA32e, potom EM64T, da bi na kraju usvojili Intel 64. Microsoft i Sun Microsystems za ovu arhitekturu rabile su naziv x64, dok su pojedine Linux distributije i BSD rabile naziv AMD64. U svoj operacijskom sustavu Windows, tvrtka Microsoft rabi naziv x86 za 32-bitnu inačicu, dok za 64-bitnu rabi x64.

### Vremenska crta
| Generacija               | Generacija                                   | Opaska | Istaknutiji modeli | Addresni prostor | Addresni prostor | Addresni prostor | Istaknute značajke |
| Generacija               | Generacija                                   | Opaska | Istaknutiji modeli | Linearni | Virtualni | Fizički | Istaknute značajke |
| ------------------------ | -------------------------------------------- | --- | --- | --- | --- | --- | --- |
| x86                      | 1.                                           | 1978. | Intel 8086, Intel 8088(1979) | 16-bitni | NA | 20-bitni | 16-bitni ISA, IBM PC (8088), IBM PC/XT (8088) |
| x86                      | 1.                                           | 1982. | Intel 80186, Intel 80188 NEC V20/V30(1983) | 16-bitni | NA | 20-bitni | 8086-2 ISA, ugrađeni (80186/80188) |
| x86                      | 2.                                           | 1982. | Intel 80286 i kolonovi | 16-bitni | 30-bitni | 24-bit | zaštićeni mod, IBM PC XT 286, IBM PC AT |
| x86                      | 3. (IA-32)                                   | 1985 | Intel 80386, AMD Am386 (1991) | 32-bit | 46-bitni | 32-bitni | 32-bitni ISA, straničenje, IBM PS/2 |
| x86                      | 4. (protočnjak, priručna memorija)           | 1989 | Intel 80486 Cyrix Cx486S/DLC(1992) AMD Am486(1993.)/Am5x86(1995) | 32-bit | 46-bitni | 32-bitni | pipelining, on-die x87 FPU (486DX), on-die priručna memorija |
| x86                      | 5. (Superscalar)                             | 1993 | Intel Pentium, Pentium MMX(1996) | 32-bit | 46-bitni | 32-bitni | Superscalar, 64-bit sabirnica, brži FPU, MMX (Pentium MMX), APIC, SMP |
| x86                      | 5. (Superscalar)                             | 1994. | NexGen Nx586 AMD 5k86/K5 (1996) | 32-bit | 46-bitni | 32-bitni | Diskretna multiarhitektura (µ-op prevođenje) |
| x86                      | 5. (Superscalar)                             | 1995. | Cyrix Cx5x86 Cyrix 6x86/MX(1997.)/MII(1998.) | 32-bit | 46-bitni | 32-bitni | dinamično izvršavanje |
| x86                      | 6. (PAE, µ-op prevođenje)                    | 1995. | Intel Pentium Pro | 32-bit | 46-bitni | 36-bitni (PAE) | µ-op prevođenje, naredba za uvjetno pomicanje, dinamički izvršavanje, spekulativno izvršavanje, trostrani superskalarni x86, superskalarni FPU, Proširena fizička adresa, ugrađena L2 priručna memorija |
| x86                      | 6. (PAE, µ-op prevođenje)                    | 1997. | Intel Pentium II, Pentium III (1999.) Celeron(1998.), Xeon(1998.) | 32-bit | 46-bitni | 36-bitni (PAE) | on-package (Pentium II) or on-die (Celeron) L2 priručna memorija, SSE (Pentium III), SLOT 1, Socket 370 ili SLOT 2 (Xeon) |
| x86                      | 6. (PAE, µ-op prevođenje)                    | 1997. | AMD K6/K6-2(1998.)/K6-III(1999.) | 32-bit | 46-bitni | 32-bitni | 3DNow!, troslojna priručna memorija (K6-III) |
| x86                      | Enhanced Platform                            | 1999. | AMD Athlon, Athlon XP/MP(2001.) Duron(2000.), Sempron(2004.) | 32-bit | 46-bitni | 36-bitni | MMX+, 3DNow!+, dvoprotočne sabirnice, Slot A ili Socket A |
| x86                      | Enhanced Platform                            | 2000. | Transmeta Crusoe | 32-bit | 46-bitni | 32-bitni | CMS pogonjen s procesorom na bazi x86, VLIW-128 core, on-die memory controller, on-die PCI bridge logic |
| x86                      | Enhanced Platform                            | 2000. | Intel Pentium 4 | 32-bit | 46-bitni | 36-bitni | SSE2, HTT (Northwood), NetBurst, quad-pumped bus, Trace Cache, Socket 478 |
| x86                      | Enhanced Platform                            | 2003. | Intel Pentium M Intel Core (2006.), Pentium Dual-Core (2007) | 32-bit | 46-bitni | 36-bitni | µ-op fusion, XD bit (Dothan) (Intel Core "Yonah") |
| x86                      | Enhanced Platform                            | 2003. | Transmeta Efficeon | 32-bit | 46-bitni | 36-bitni | CMS 6.0.4, VLIW-256, NX bit, HT |
| IA-64                    | Prijelaz na 64-bitnu arhitekturu 1999 ~ 2005 | 2001 | Intel Itanium (2001 ~ 2017) | 52-bitni | 52-bitni | 52-bitni | 64-bitna EPIC arhitektura, 128-bit VLIW instruction bundle, on-die hardware IA-32 H/W enabling x86 OSes & x86 applications (early generations), software IA-32 EL enabling x86 applications (Itanium 2), Itanium register files are remapped to x86 registers |
| x86-64                   | Prošireni 64-bitni od 2001.                  | x86-64 is the 64-bit extended architecture of x86, its Legacy Mode preserves the entire and unaltered x86 architecture. The native architecture of x86-64 processors, residing in the 64-bit Mode, lacks of access mode in segmentation, presenting 64-bit architectural-permit linear address space, currently, only 48-bit of which is implemented; an adapted IA-32 architecture residing in the Compatibility Mode alongside 64-bit Mode is provided to support most x86 applications | x86-64 is the 64-bit extended architecture of x86, its Legacy Mode preserves the entire and unaltered x86 architecture. The native architecture of x86-64 processors, residing in the 64-bit Mode, lacks of access mode in segmentation, presenting 64-bit architectural-permit linear address space, currently, only 48-bit of which is implemented; an adapted IA-32 architecture residing in the Compatibility Mode alongside 64-bit Mode is provided to support most x86 applications | x86-64 is the 64-bit extended architecture of x86, its Legacy Mode preserves the entire and unaltered x86 architecture. The native architecture of x86-64 processors, residing in the 64-bit Mode, lacks of access mode in segmentation, presenting 64-bit architectural-permit linear address space, currently, only 48-bit of which is implemented; an adapted IA-32 architecture residing in the Compatibility Mode alongside 64-bit Mode is provided to support most x86 applications | x86-64 is the 64-bit extended architecture of x86, its Legacy Mode preserves the entire and unaltered x86 architecture. The native architecture of x86-64 processors, residing in the 64-bit Mode, lacks of access mode in segmentation, presenting 64-bit architectural-permit linear address space, currently, only 48-bit of which is implemented; an adapted IA-32 architecture residing in the Compatibility Mode alongside 64-bit Mode is provided to support most x86 applications | x86-64 is the 64-bit extended architecture of x86, its Legacy Mode preserves the entire and unaltered x86 architecture. The native architecture of x86-64 processors, residing in the 64-bit Mode, lacks of access mode in segmentation, presenting 64-bit architectural-permit linear address space, currently, only 48-bit of which is implemented; an adapted IA-32 architecture residing in the Compatibility Mode alongside 64-bit Mode is provided to support most x86 applications | x86-64 is the 64-bit extended architecture of x86, its Legacy Mode preserves the entire and unaltered x86 architecture. The native architecture of x86-64 processors, residing in the 64-bit Mode, lacks of access mode in segmentation, presenting 64-bit architectural-permit linear address space, currently, only 48-bit of which is implemented; an adapted IA-32 architecture residing in the Compatibility Mode alongside 64-bit Mode is provided to support most x86 applications |
| x86-64                   | Prošireni 64-bitni od 2001.                  | 2003 | Athlon 64/FX/X2(2005), Opteron Sempron(2004)/X2(2008) Turion 64(2005)/X2(2006) | 40-bit | 40-bit | 40-bit | AMD64 (except some Sempron processors presented as purely x86 processors), on-die memory controller, HyperTransport, on-die dual-core (X2), AMD-V (Athlon 64 Orleans), Socket 754/939/940 or AM2 |
| x86-64                   | Prošireni 64-bitni od 2001.                  | 2004 | Pentium 4 (Prescott) Celeron D, Pentium D (2005) | 36-bit | 36-bit | 36-bit | EM64T (enabled on selected models of Pentium 4 and Celeron D), SSE3, 2nd gen. NetBurst pipelining, dual-core (on-die: Pentium D 8xx, on-chip: Pentium D 9xx), Intel VT(Pentium 4 6x2), socket LGA 775 |
| x86-64                   | Prošireni 64-bitni od 2001.                  | 2006 | Intel Core 2 Pentium Dual-Core (2007) Celeron Dual-Core (2008) | 36-bit | 36-bit | 36-bit | Intel 64 (<<== EM64T), SSSE3(65nm), wide dynamic execution, µ-op fusion, macro-op fusion in 16-bit and 32-bit mode, on-chip quad-core(Core 2 Quad), Smart Shared L2 Cache (Intel Core 2 "Merom") |
| x86-64                   | Prošireni 64-bitni od 2001.                  | 2007 | AMD Phenom/II(2008) Athlon II(2009), Turion II(2009) | 48-bit | 48-bit | 48-bit | Monolithic quad-core(X4)/triple-core(X3), SSE4a, Rapid Virtualization Indexing (RVI), HyperTransport 3, AM2+ or AM3 |
| x86-64                   | Prošireni 64-bitni od 2001.                  | 2008 | Intel Core 2 (45nm) | 40-bit | 40-bit | 40-bit | SSE4.1 |
| x86-64                   | Prošireni 64-bitni od 2001.                  | 2008 | Intel Atom | 40-bit | 40-bit | 40-bit | netbook or low power smart device processor, P54C core reused |
| x86-64                   | Prošireni 64-bitni od 2001.                  | 2008 | Intel Core i7 Core i5 (2009), Core i3 (2010) | 40-bit | 40-bit | 40-bit | QuickPath, on-chip GMCH (Clarkdale), SSE4.2, Extended Page Tables (EPT) for virtualization, macro-op fusion in 64-bit mode, (Intel Xeon "Bloomfield" with Nehalem microarchitecture) |
| x86-64                   | Prošireni 64-bitni od 2001.                  | 2008 | VIA Nano | 40-bit | 40-bit | 40-bit | hardware-based encryption; adaptive power management |
| x86-64                   | Prošireni 64-bitni od 2001.                  | 2010 | AMD FX | 48-bit | 48-bit | 48-bit | octa-core, CMT(Clustered Multi-Thread), FMA, OpenCL, AM3+ |
| x86-64                   | Prošireni 64-bitni od 2001.                  | 2011 | AMD APU A and E Series (Llano) | 40-bit | 40-bit | 40-bit | on-die GPGPU, PCI Express 2.0, Socket FM1 |
| x86-64                   | Prošireni 64-bitni od 2001.                  | 2011 | AMD APU C, E and Z Series (Bobcat) | 36-bit | 36-bit | 36-bit | low power smart device APU |
| x86-64                   | Prošireni 64-bitni od 2001.                  | 2011 | Intel Core i3, Core i5 and Core i7 (Sandy Bridge/Ivy Bridge) | 36-bit | 36-bit | 36-bit | Internal Ring connection, decoded µ-op cache, LGA 1155 socket. |
| x86-64                   | Prošireni 64-bitni od 2001.                  | 2012 | AMD APU A Series (Bulldozer, Trinity and later) | 48-bit | 48-bit | 48-bit | AVX, Bulldozer based APU, Socket FM2 or Socket FM2+ |
| x86-64                   | Prošireni 64-bitni od 2001.                  | 2012 | Intel Xeon Phi (Knights Corner) | 48-bit | 48-bit | 48-bit | coprocessor OS powered PCI-E Card Formed coprocessor for XEON based system, Many Core Chip, In-order P54C, very wide VPU (512-bit SSE), LRBni instructions (8× 64-bit) |
| x86-64                   | Prošireni 64-bitni od 2001.                  | 2013. | AMD Jaguar (Athlon, Sempron) | 48-bit | 48-bit | 48-bit | SoC, game console and low power smart device processor |
| x86-64                   | Prošireni 64-bitni od 2001.                  | 2013. | Intel Silvermont (Atom, Celeron, Pentium) | 36-bit | 36-bit | 36-bit | SoC, low/ultra-low power smart device processor |
| x86-64                   | Prošireni 64-bitni od 2001.                  | 2013. | Intel Core i3, Core i5 and Core i7 (Haswell/Broadwell) | 39-bit | 39-bit | 39-bit | AVX2, FMA3, TSX, BMI1, and BMI2 instructions, LGA 1150 socket |
| x86-64                   | Prošireni 64-bitni od 2001.                  | 2015 | Intel Broadwell-U (Intel Core i3, Core i5, Core i7, Core M, Pentium, Celeron) | 39-bit | 39-bit | 39-bit | SoC, on-chip Broadwell-U PCH-LP (Multi-chip module) |
| x86-64                   | Prošireni 64-bitni od 2001.                  | 2015/2016 | Intel Skylake/Kaby Lake/Cannon Lake (Intel Core i3, Core i5, Core i7) | 46-bit | 46-bit | 46-bit | AVX-512 (restricted to Cannon Lake-U and workstation/server variants of Skylake) |
| x86-64                   | Prošireni 64-bitni od 2001.                  | 2016 | Intel Xeon Phi (Knights Landing) | 48-bit | 48-bit | 48-bit | Many-core CPU and coprocessor for Xeon systems, Airmont (Atom) core based |
| x86-64                   | Prošireni 64-bitni od 2001.                  | 2016 | AMD Bristol Ridge (AMD (Pro) A6/A8/A10/A12) | 48-bit | 48-bit | 48-bit | Integrated FCH on die, SoC, AM4 socket |
| x86-64                   | Prošireni 64-bitni od 2001.                  | 2017 | AMD Ryzen Series/AMD Epyc Series | 48-bit | 48-bit | 48-bit | AMD's implementation of SMT, on-chip multiple dies. |
| x86-64                   | Prošireni 64-bitni od 2001.                  | 2017 | Zhaoxin WuDaoKou (KX-5000, KH-20000) | 48-bit | 48-bit | 48-bit | Zhaoxin's first brand new x86-64 architecture |
| x86-64                   | Prošireni 64-bitni od 2001.                  | 2018/2019 | Intel Sunny Cove (Ice Lake-U and Y) | 57-bit | 57-bit | 57-bit | Intel's first implementation of AVX-512 for the consumer segment. Addition of Vector Neural Network Instructions |
| Software Emulation ARM64 | Software Emulation ARM64                     | 2017 | Windows 10 on ARM64 | | | | Cooperation between Microsoft and Qualcomm bringing Windows 10 onto ARM64 platform with x86 applications supported by CHPE emulator starting from 1709 (16299.15) |
| Era                      | Era                                          | Release | CPU models | Physical Address Space | Physical Address Space | Physical Address Space | New features |